# Bildjournalen (tidning)
Bildjournalen var en svensk veckotidning utgiven 1954–1969 av Åhlén & Åkerlunds förlag, och var under sin tid den mest lästa ungdomstidningen i Sverige.

## Beskrivning
Bildjournalen presenterade tidens ungdomsidoler och höll läsarna à jour med trender inom främst popmusik, schlagermusik och film.

## Chefredaktörer
- Kerstin Bernadotte 1954–1956
- Carl-G. Cederberg 1958–1965
- Caj Andersson 1966–1968
- Birgitta Dahl 1969